# Atsimo-Andrefana
Atsimo Andrefana is een regio in het zuidwesten van Madagaskar. De regio is met een oppervlakte van 66.236 km² de grootste regio van het eiland en heeft 1.247.663 inwoners. De regio grenst in het noorden aan Menabe, in het noordoosten aan Amoron'i Mania en Haute Matsiatra, in het oosten aan Ihorombe en Anosy en in het zuiden aan Androy. De hoofdstad is Toliara.

## Districten
De regio is verdeeld in negen districten:
- Ampanihy
- Ankazoabo
- Benenitra
- Betioky Sud
- Beroroha
- Morombe
- Sakaraha
- Toliara I (het stadsdistrict)
- Toliara II (het omliggende platteland)

## Nationale parken en wildreservaten
- Beza Mahafalyreservaat
- Nationaal park Zombitse-Vohibasia
- Nationaal park Tsimanampesotse
- Nationaal park Kirindy Mitea